# Grabfeld (Gemeinde)

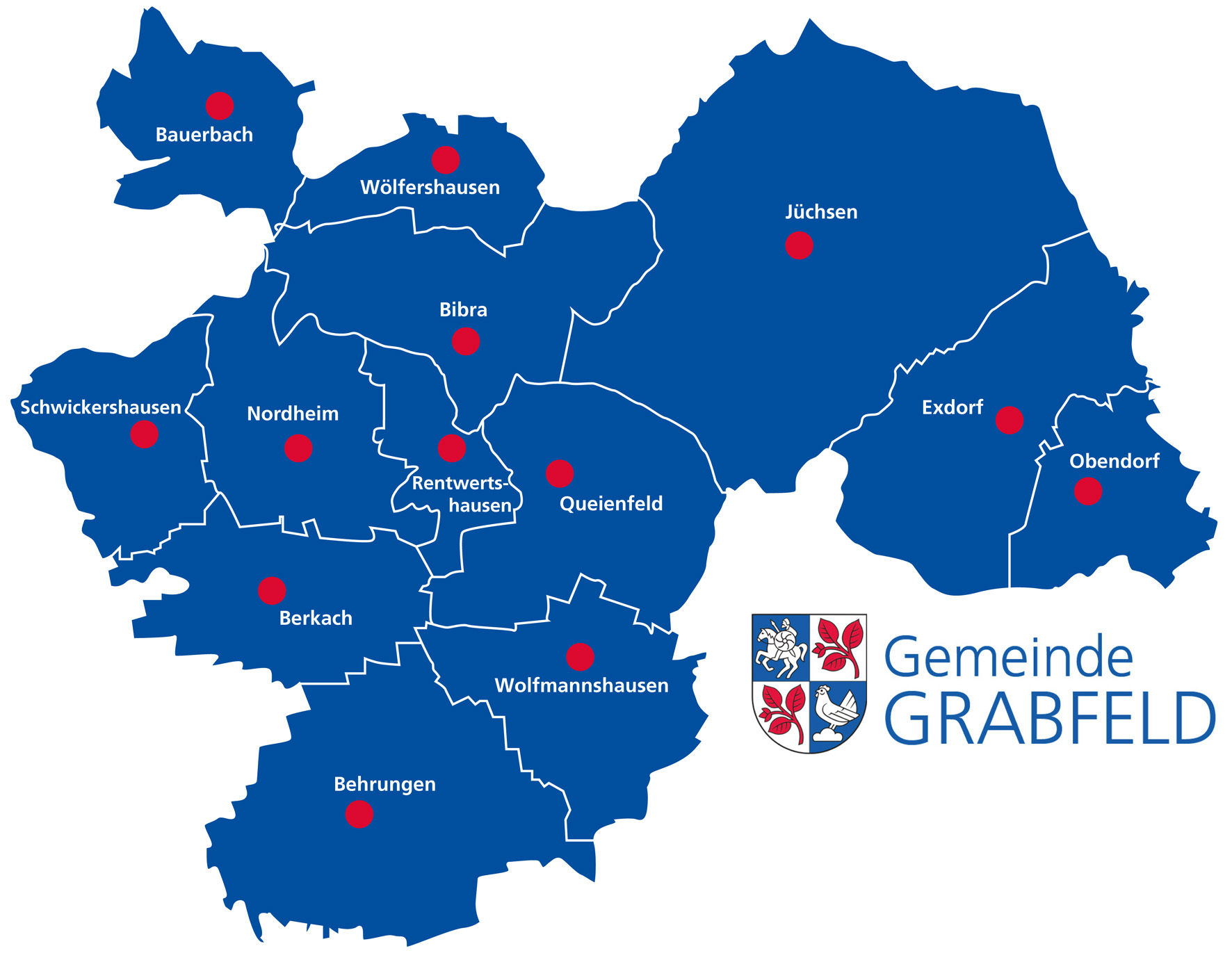
Ortsteile der Gemeinde Grabfeld (2022)

Grabfeld ist eine kreisangehörige Gemeinde im Landkreis Schmalkalden-Meiningen. Im Gemeindegebiet leben etwa 5700 Einwohner.

## Geographie

### Geographische Lage
Die Gemeinde Grabfeld liegt im fränkisch geprägten Süden von Thüringen und befindet sich direkt an der Landesgrenze zu Bayern und umfasst das nördliche Gebiet der namensgebenden Region Grabfeld, das überwiegend über Jüchse und Bibra zur Werra entwässert, während fast das gesamte sonstige Grabfeld zum Einzugsgebiet des Mains gehört.

### Nachbargemeinden
Die Gemeinde Grabfeld grenzt (von Nordosten beginnend entgegen dem Uhrzeigersinn) an folgende Gemeinden: Leutersdorf, Vachdorf, Neubrunn, Ritschenhausen, Untermaßfeld, die Stadt Meiningen im Landkreis Schmalkalden-Meiningen, die Stadt Mellrichstadt, Hendungen und Höchheim im bayerischen Landkreis Rhön-Grabfeld sowie die Stadt Römhild, Dingsleben, St. Bernhard, Beinerstadt und die Stadt Themar im Landkreis Hildburghausen.

### Ortsteile
| - Bauerbach - Behrungen - Berkach - Bibra | - Exdorf mit Obendorf - Jüchsen - Nordheim - Queienfeld | - Rentwertshausen - Schwickershausen - Wölfershausen - Wolfmannshausen |

Die Gemeindeverwaltung befindet sich in Rentwertshausen.

## Geschichte
Die Gemeinde Grabfeld entstand am 1. Dezember 2007 aus dem Zusammenschluss der Mitgliedsgemeinden der gleichnamigen Verwaltungsgemeinschaft. Am 1. Januar 2012 trat der Schillerort Bauerbach der Gemeinde bei. Die Gemeinde Wölfershausen ist zum 1. Januar 2019 der Gemeinde Grabfeld beigetreten.
Die Ortsteile Bauerbach, Exdorf, Jüchsen, Obendorf und Queienfeld waren von Hexenverfolgungen betroffen.
| Bevölkerungsentwicklung | Bevölkerungsentwicklung | Bevölkerungsentwicklung | Bevölkerungsentwicklung | Bevölkerungsentwicklung | Bevölkerungsentwicklung | Bevölkerungsentwicklung | Bevölkerungsentwicklung | Bevölkerungsentwicklung | Bevölkerungsentwicklung | Bevölkerungsentwicklung | Bevölkerungsentwicklung | Bevölkerungsentwicklung | Bevölkerungsentwicklung | Bevölkerungsentwicklung | Bevölkerungsentwicklung | Bevölkerungsentwicklung |
| Jahr                    | 2007                    | 2008                    | 2009                    | 2010                    | 2011                    | 2012                    | 2013                    | 2014                    | 2015                    | 2016                    | 2017                    | 2018                    | 2019                    | 2020                    | 2021                    | 2022                    |
| ----------------------- | ----------------------- | ----------------------- | ----------------------- | ----------------------- | ----------------------- | ----------------------- | ----------------------- | ----------------------- | ----------------------- | ----------------------- | ----------------------- | ----------------------- | ----------------------- | ----------------------- | ----------------------- | ----------------------- |
| Einwohner               | 5502                    | 5449                    | 5426                    | 5361                    | 5248                    | 5503                    | 5448                    | 5403                    | 5345                    | 5337                    | 5337                    | 5308                    | 5632                    | 5618                    | 5610                    | 5582                    |

 Datenquelle: Thüringer Landesamt für Statistik – Werte jeweils vom 31. Dezember

## Politik

### Gemeinderat
Der Gemeinderat von Grabfeld setzt sich aus 20 Ratsfrauen und -herren zusammen. Aus der Kommunalwahl am 26. Mai 2024, ging die CDU als Wahlgewinner mit einer absoluten Mehrheit hervor. Die Freien Wähler fuhren hingegen herbe Verluste ein. Obwohl DIE LINKE 2024 nicht erneut antrat musste auch die SPD - ebenso wie die FV/SV/PG Jüchsen - leichte Verluste einfahren. Erstmals trat Grabfeld Bulls e. V. an und erreichte auf Anhieb einen Sitz. Die Wahlbeteiligung betrug 70,1 % (2019: 65,3 %), was zu folgendem Ergebnis führte:
| Partei / Liste   | Stimmenanteil | Sitze |
| CDU              | 55,1 %        | 11    |
| Grabfeld Bulls   | 6,6 %         | 1     |
| SPD              | 3,6           | 1     |
| Freie Wähler     | 20,5 %        | 4     |
| FW/SV/PG Jüchsen | 14,2 %        | 3     |

### Bürgermeister
Der hauptamtliche Bürgermeister Christian Seeber wurde am 12. Januar 2014 gewählt und am 27. Oktober 2019 für eine zweite Amtszeit wiedergewählt. Er war seit 2010 der Vorsitzende der Verwaltungsgemeinschaft Feldstein in Themar und löste den bisherigen Bürgermeister Ingo Hein damit ab.
| Bürgermeister    | Partei | Zeitraum  |
| ---------------- | ------ | --------- |
| Ingo Hein        | CDU    | 2007–2014 |
| Christian Seeber | CDU    | seit 2014 |

### Wappen
| | Blasonierung: „Geviert von Blau und Silber; oben vorn ein silberner Reiter mit Lanze und Rundschild, darauf eine Sonne, unten hinten eine silberne Henne auf einem Dreiberg und oben hinten und unten vorn ein roter Buchenzweig mit drei Blättern und einer Frucht.“ |
| Wappenbegründung: Der silberne Reiter, den ein runder Sonnenschild als fränkischen Ritter kennzeichnet, weist auf die fränkische Besiedelung des Grabfeldes hin. Die Henne auf dem Dreiberg wurde dem Wappen der Grafen von Henneberg entlehnt, die die Entwicklung des Gebietes bis zur Mitte des 16. Jahrhunderts maßgeblich beeinflussten. Auf die einstige Prägung der Landschaft durch ausgedehnte Rotbuchenwälder, die wohl namensgebend für das Grabfeld waren, weisen zwei Rotbuchenzweige im Wappen hin. Obwohl die Herkunft des Namens nicht endgültig geklärt ist, wird er seit langem mit Buchenland identifiziert (vgl. ahd. grape = Buche), weil hier früher dichte Rotbuchenwälder die Landschaft geprägt haben. Für diese Theorie spricht auch die in alten Quellen für das Grabfeld verbreitete Bezeichnung Buchonien / lat. Buchonia. Die Dopplung des Rotbuchenzweiges unterstreicht den länderübergreifenden Charakter der für die Gemeinde namensgebenden Region. Die Landschaft „Grabfeld“ war durch die Teilung Deutschlands ebenfalls geteilt. Bei der Tingierung (Farbgebung) wurden bewusst die thüringischen Landesfarben (Silber, Rot, Blau) ausgewählt, um die Lage und politische Zugehörigkeit der Gemeinde Grabfeld zum Freistaat Thüringen hervorzuheben. Das Wappen wurde aus den Ergebnissen eines Bürgerwettbewerbes gestaltet von dem Grafiker Manfred Sell aus Metzels und am 11. Juni 2010 durch das Thüringer Landesverwaltungsamt genehmigt. | |

### Flagge
Die Flagge der Gemeinde Grabfeld ist Weiß - Blau geviert und trägt das Gemeindewappen.

### Dienstsiegel
Das Dienstsiegel der Gemeinde zeigt das Gemeindewappen und trägt folgende Umschrift: im oberen Halbbogen „Thüringen“, im unteren Halbbogen „Gemeinde Grabfeld“.

## Verkehr

### Straße
Die Gemeinde Grabfeld wird von mehreren Landes- und Kreisstraßen zur Erschließung der einzelnen Ortsteile durchzogen. Die Wichtigste ist hierbei die L 1131, welche eine überregionale Verbindung zwischen Meiningen und Bad Königshofen darstellt. Weitere naheliegende wichtige Verkehrsverbindungen, die jedoch nicht auf Gemeindegebiet liegen, sind die L 3089 bzw. Bundesstraße 89 (Meiningen–Hildburghausen–Sonneberg) und die L 3019, die ehemalige Bundesstraße 19 (Eisenach–Meiningen–Würzburg).
Die Gemeinde Grabfeld wird durch die Anschlussstelle 23 „Rentwertshausen“ der Bundesautobahn 71 erschlossen. Sie liegt zwischen den Ortsteilen Rentwertshausen und Queienfeld. Seit November 2018 befindet sich für den Ortsteil Queienfeld eine rund 1,3 km lange Ortsumfahrung im Bau. Sie soll die enge, kurvige Ortsdurchfahrt vom Durchgangsverkehr entlasten und außerdem für eine bessere Anbindung der Gewerbegebiete von Queienfeld („Thüringer Tor“) und Wolfmannshausen sorgen. Die Ortsumfahrung soll im Juni 2020 fertiggestellt sein.

### Bahnverkehr
Durch die Gemeinde führt die Bahnstrecke Schweinfurt–Meiningen. Auf ihr verkehren der Regionalexpress 7 Mainfranken-Thüringen-Express Erfurt–Würzburg und die Regionalbahn EB 40 Unterfrankenshuttle Meiningen–Schweinfurt. Haltepunkte für die EB 40 existieren in den Ortsteilen Wölfershausen, Bibra und Rentwertshausen und für den RE 7 in Rentwertshausen (einzelne Züge). Der nächstgelegene größere Bahnhof befindet sich in der rund 12 km entfernten Kreisstadt Meiningen, wo Direktanschlüsse nach Eisenach, Erfurt, Sonneberg und Schweinfurt existieren.

## Persönlichkeiten
- Friedrich Georg von Stein (1769–1851), in Nordheim geborener Offizier und Gutsbesitzer
- Wilhelmine Eichler (1872–1937), in Queienfeld geborene Politikerin (SPD, KPD), eine der ersten Frauen in der Nationalversammlung und im Reichstag
- Max Holländer (1876–1941), in Bauerbach geborener Hofapotheker und Besitzer der Schlossmühle in Heidesheim am Rhein